# Peterlinova nagrada
Peterlinova nagrada je bila ustanovljena v Trstu v spomin na kulturnega in prosvetnega delavca Jožeta Peterlina. Nagrada je nastala (ob stoletnici Peterlinovega rojstva) na pobudo njegove družine in ustanov ter društev, ki so zaživela po njegovi zaslugi. Zato odbor, ki podeljuje Peterlinovo nagrado, sestavljajo po en predstavnik Slovenske prosvete, Društva slovenskih izobražencev, Mladike, Radijskega odra, društva Finžgarjev dom in Peterlinove družine.
Nagrada se podeljuje osebam ali organizacijam, ki s svojim prostovoljnim delom na kulturnem področju sledijo in širijo načelom, ki jih je živel in udejanjal Jože Peterlin, to je slovenska zavednost, demokratične in krščanske vrednote. S svojim delovanjem torej obdržujejo in utrjujejo slovenstvo tudi v zdomstvu in zamejstvu.
Nagrado sestavljajo večja bronasta plaketa s profilom Jožeta Peterlina in priložnostna grafika tržaškega slikarja Edija Žerjala, na kateri je upodobljen Repentabor.
Nagrado podeljujejo na Študijskih dnevih Draga na Opčinah vsako leto v jesenskem času.

## Prejemniki Peterlinove nagrade
- leta 2012 - Milan Gregorič in Slovensko prosvetno društvo Mačkolje
- leta 2013 - Janko Zerzer in Zveza cerkvenih pevskih zborov Trst
- leta 2014 - Alojz Rebula in Damjan Paulin
- leta 2015 - Slovenska kulturna Akcija iz Buenos Airesa (ARG)
- leta 2016 - Giorgio Banchig in zbor Fantje izpod Grmade
- leta 2017 - Tomaž Pavšič
- leta 2018 - Lojze Peterle
- leta 2019 - Jože Faganel
- leta 2020 - Nužej Tolmajer
- leta 2021 - Franka Žgavec
- leta 2022 - Marij Maver
- leta 2023 - Sergij Pahor
- leta 2024 - Valentin Inzko